# ريتشارد سنكلير
ريتشارد سنكلير (بالإنجليزية: Richard Sinclair)‏ هو موسيقي وعازف قيثارة بريطاني، ولد في 6 يونيو 1948 في هيرن باي في المملكة المتحدة.

## وصلات خارجية
- الموقع الرسمي
- ريتشارد سنكلير على موقع ميوزك برينز (الإنجليزية)
- ريتشارد سنكلير على موقع أول ميوزيك (الإنجليزية)
- ريتشارد سنكلير على موقع ديسكوغز (الإنجليزية)